# Qapal
Qapal (kasachisch Қапал, russisch Капал Kapal) ist ein Ort in Kasachstan.

## Geografie
Qapal liegt am nordwestlichen Ende des Dsungarischen Alatau am gleichnamigen Fluss Qapal. Der Ort ist befindet sich im Südosten Kasachstans im Gebiet Schetissu etwa 50 Kilometer östlich von Taldyqorghan.

## Geschichte
Qapal wurde 1847 als Festung gegründet. Aufgrund seiner Lage wurde der Ort bereits 1948 in ein Dorf umgewandelt, das den Namen Kopal (Копал) bekam und Hauptquartier des 10. Regiments des Sibirischen Kosakenheeres war. Im selben Jahr besuchte Thomas Witlam Atkinson den Ort. 1854 wurde Kopal das Stadtrecht verliehen. 1856 wurde der Ort das Zentrum des Kreises Alatau.
Nach der Verwaltungsreform im Russischen Reich 1867 wurde der Ort eine Kreisstadt in der Oblast Semiretschje und Zentrum des gleichnamigen Ujesd Kopal. Nach der Auflösung des Bezirks gehörte Kapal ab 1921 zum Ujesd Taldy-Kurgan, erst 1939 wurde der Rajon Kapal mit Verwaltungszentrum im Ort Kapal wieder gegründet. In der Sowjetunion gab es in Kapal eine Kollektivfarm. Wenige Jahre nach der Unabhängigkeit Kasachstans wurde der Rajon 1997 aufgelöst und dessen Territorium an den Audan Aqsu übertragen.

## Bevölkerung
Die Volkszählung im Russischen Reich 1897 ergab für Kapal eine Bevölkerung von 6183 Menschen; damit war der Ort eine der größten Städte der Region. Bei der Volkszählung 1999 hatte Qapal 3883 Einwohner. Die Volkszählung 2009 ergab für den Ort eine Einwohnerzahl von 3869. Bei der letzten Volkszählung 2021 lebten 3727 Menschen in Qapal.
| Einwohnerentwicklung               | Einwohnerentwicklung | Einwohnerentwicklung | Einwohnerentwicklung | Einwohnerentwicklung | Einwohnerentwicklung | Einwohnerentwicklung |
| 1897                               | 1959                 | 1979                 | 1989                 | 1999                 | 2009                 | 2021                 |
| ---------------------------------- | -------------------- | -------------------- | -------------------- | -------------------- | -------------------- | -------------------- |
| 6183                               | 2673                 | 5482                 | 6513                 | 3883                 | 3869                 | 3727                 |
| Anmerkung: Volkszählungsergebnisse |                      |                      |                      |                      |                      |                      |

## Söhne und Töchter des Ortes
- Baqytschan Schumaghulow (* 1953), Politiker